# Paralobus
Paralobus is een monotypisch geslacht van spinnen uit de  familie van de Orsolobidae.

## Soort
- Paralobus salmoni Forster, 1956